# Język kodi
Język kodi (a. kudi), także kodi-gaura – język austronezyjski używany w indonezyjskiej prowincji Małe Wyspy Sundajskie Wschodnie, w zachodniej części wyspy Sumba. Posługuje się nim 20 tys. osób.
Dzieli się na trzy dialekty: kodi bangedo, kodi bokol, nggaro (nggaura).